# Karrion Kross
Kevin Kesar Londoño (Nova Iorque, 19 de julho de 1985) é um americano lutador profissional atualmente contratado pela WWE, onde atua no programa WWE Raw sob o nome do ringue Karrion Kross ao lado de sua esposa na vida real Scarlett Bordeaux.
Antes de seu tempo na WWE, Kesar se apresentou para Impact Wrestling, Lucha Libre AAA Worldwide (AAA), Major League Wrestling (MLW) e várias promoções no circuito independente sob os nomes de ringue Kevin Kross e Killer Kross. No AAA, ele foi membro dos estábulos MAD e La Facción Ingobernable. Ele também apareceu na quarta temporada do projeto americano da AAA Lucha Underground como The White Rabbit, o líder do estábulo Rabbit Tribe de Paul London.
Kesar assinou com a WWE em fevereiro de 2020 sob o nome de Karrion Kross e começou uma seqüência de vitórias em sua marca de desenvolvimento, NXT, que o levou a vencer o Campeonato do NXT antes de ter que abandoná-lo devido a lesão. Kross recuperou o título em abril de 2021 no NXT TakeOver: Stand & Deliver. Depois de fazer sua estreia no plantel principal no marca Raw naquele julho, sua seqüência de vitórias foi imediatamente quebrada, ele perdeu o campeonato NXT para Samoa Joe no mês seguinte, e seu personagem na tela foi posteriormente alterado. A WWE finalmente lançou Kesar em novembro, e ele voltou à WWE em agosto de 2022, nove meses após seu lançamento inicial.

## Carreira no wrestling profissional

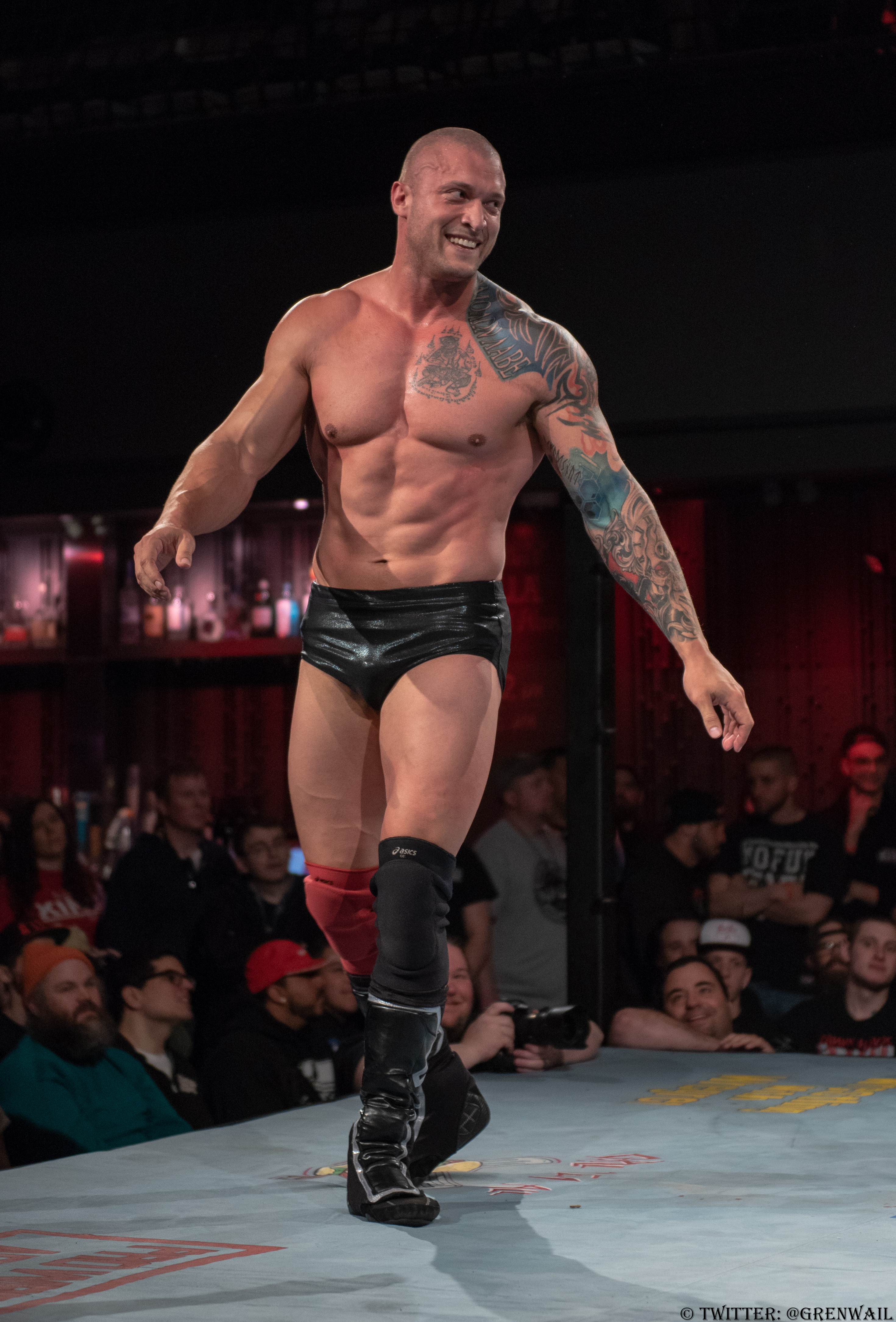
Karrion Kross em 2019.

### Global Force Wrestling (2015)
Em 24 de julho de 2015, Kesar fez sua estreia na Global Force Wrestling na gravação GFW Amped como Killer Kross, perdendo para Bobby Roode nas quartas de final da GFW Global Championship.
Em 21 de agosto, Kross enfrentou Joey Ryan em uma derrota durante a gravação do GFW Amped.  Em 23 de outubro, Kross enfrentou Brian Myers e Kongo Kong em uma luta de três candidatos para o GFW Global Championship, que foi vencida por Kong.

### Lucha Underground (2015–2018)
Entre 2015 e 2016, Kevin Kross trabalhou várias lutas sombrias para Lucha Underground. Em 13 de dezembro de 2015, Kross fez sua estreia pela promoção, derrotando Vinny Massaro em uma dark match.
Em 11 de julho de 2018, Kross voltou com um novo personagem chamado The White Rabbit, ele deu seu cetro de madeira para Paul London e ordenou que ele matasse Mascarita Sagrada  a sangue frio por liderar a Tribo dos Coelhos até seu covil secreto.

### Lucha Libre AAA Worldwide (2017–2020)
Em 19 de março de 2017, como Kevin Kross, ele fez sua estreia no AAA no Rey de Reyes, ajudando Johnny Mundo para vencer o AAA Mega Championship, AAA Latin American Championship e AAA World Cruiserweight Championship. Ele fez sua estreia no ringue em 12 de abril, juntando-se a Johnny Mundo e Taya para derrotar Argenis, Ayako Hamada e El Hijo del Fantasma em uma luta de duplas de seis homens sem desqualificação.
Em 4 de junho, Kross competiu em uma ameaça tripla jaula de aço contra El Hijo del Fantasma e El Texano Jr. no Verano de Escándalo, a luta terminou em um no contest depois que Fantasma e Texano Jr. escaparam da jaula ao mesmo tempo. Em 20 de abril de 2018, Kross voltou ao AAA, alinhando-se com Juventud Guerrera e Teddy Hart para atacar Dr. Wagner Jr. e Hernandez. O trio se autodenominava MAD.
Em 3 de agosto de 2019 no Triplemanía XXVII, Kross se juntou a Los Mercenarios (Texano Jr. e Taurus) para enfrentar Psycho Clown, Cody Rhodes, e o estreante Cain Velasquez, o time de Kross foi derrotado. Em 14 de dezembro em Guerra de Titanes, Kross se juntou ao novo La Facción Ingobernable estável.

### Impact Wrestling (2018–2019)
No episódio de 14 de junho de 2018 de Impact, Kesar, como Killer Kross, fez sua estreia em um segmento de bastidores se passando por um policial, prendendo Petey Williams por ser o suspeito do misterioso atacante X que estava revelando talentos e pessoal nos bastidores por várias semanas. Uma vez em uma área isolada nos bastidores, no entanto, Kross atacou e sufocou Williams algemado, revelando-se como o verdadeiro atacante. Kross fez sua estreia no ringue no episódio de 5 de julho do Impact, derrotando Fallah Bahh. Duas semanas depois, Kross derrotou Williams por paralisação do árbitro após aplicar um estrangulamento.
No episódio de 9 de agosto de Impact, Kross ajudou Austin Aries a reter seu Impact World Championship contra Eddie Edwards, acertando o último com um  Saito Suplex após um ref bump. Áries anunciou Kross como sua "apólice de seguro" na semana seguinte. A dupla se juntou a Moose, que traiu Edwards durante uma luta de duplas em 30 de agosto. Em Bound for Glory em 14 de outubro, Kross e Moose foram derrotados por Edwards e Tommy Dreamer em uma improvisada tag match. No evento principal, Kross e Moose estavam no canto de Aries quando ele perdeu o Impact World Championship para Johnny Impact.
Depois que sua aliança com Áries terminou, Kross entrou em um enredo com o Impact, no qual Kross disse ao Impact que precisava dele para manter o título do Impact por muito mais tempo. No Homecoming em 6 de janeiro de 2019, Kross atacou Impact e sua esposa Taya Valkyrie após o evento principal. No episódio de 25 de janeiro do ''Impact!'', Kross desafiou o Impact pelo Campeonato Mundial, porém, a partida terminou em dupla desqualificação. No Impact Wrestling: Uncaged, Kross perdeu um four-way fatal pelo título que também contou com Moose e Brian Cage. Kross então entrou em uma rivalidade com Eddie Edwards em maio, depois que Kross destruiu um kendo stick que foi presenteado a Edwards por Tommy Dreamer. Isso resultou em lutas hardcore como street fight e first blood match.
Em 13 de maio, foi relatado que Kross pediu sua liberação do Impact Wrestling após renegociações de contrato. Seu problema resultou de problemas com sua direção criativa, bem como seu atual contrato de pagamento por apresentação. Ele não foi liberado na época. No Slammiversary XVII em 7 de julho, Kross perdeu uma primeira luta de sangue para Eddie Edwards, onde ele supostamente se recusou a fazer um trabalho de lâmina e eles usaram sangue falso em seu lugar. Relatórios indicaram que havia preocupação com "a falta de exames de sangue e a ausência de um médico no local. Após essa luta, ele não foi escalado para aparecer nas gravações de televisão de julho, agosto ou setembro e os dois lados continuaram a negociar. Foi relatado que seu contrato terminaria em dezembro, mas que a empresa tinha a opção de renová-lo por mais um ano. Em dezembro, o Impact Wrestling liberou Kross de seu contrato.

### Major League Wrestling (2020)
Kross fez sua estreia pela Major League Wrestling (MLW) no evento Fightland em 1º de fevereiro de 2020, onde derrotou Tom Lawlor.

### WWE (2020–2021)
Antes de assinar com WWE, Kesar fez uma aparição única em 16 de fevereiro de 2015, no episódio de Raw como Kevin Kross, onde se juntou a  Darren Young para enfrentar The Ascension (Konnor e Viktor) em uma luta que resultou em sem contestação.
No episódio de 4 de fevereiro de 2020 de WWE Backstage, foi confirmado que Kross havia assinado com a WWE. Nas semanas seguintes, foram mostrados pacotes de vídeo misteriosos que mais tarde seriam revelados como Kross. No episódio de 8 de abril do NXT, Kross e Scarlett (abreviação de seu antigo nome de ringue Scarlett Bordeaux) foram vistos em um carro assistindo Johnny Gargano após sua luta com  Tommaso Ciampa. Na semana seguinte, Kross estreou atacando o Ciampa. No episódio de 6 de maio do NXT, sob o novo ring name Karrion Kross, ele fez sua estreia ao derrotar Leon Ruff em uma luta de squash. No TakeOver: In Your House em 7 de junho, Kross derrotou Ciampa por finalização técnica. No TakeOver: XXX em 22 de agosto, ele derrotou Keith Lee para vencer o NXT Championship pela primeira vez. No entanto, no dia seguinte, a WWE anunciou que Kross havia sofrido um ombro separado durante a luta, e no episódio de 26 de agosto do NXT, ele desocupou o título; isso encerrou seu reinado em apenas 4 dias, tornando-o o mais curto da história do título.
No episódio de 9 de dezembro do NXT, Kross voltou e atacou Damian Priest. No New Year's Evil em 6 de janeiro, Kross derrotou Priest. Na segunda noite de  TakeOver: Stand & Deliver em 8 de abril, ele derrotou Finn Balor para ganhar o NXT Championship pela segunda vez. No episódio de 25 de maio do NXT, Kross reteve o título contra Balor em sua primeira defesa de título. Em 13 de junho no In Your House, Kross manteve o campeonato com sucesso ao derrotar Pete Dunne, Kyle O'Reilly, Johnny Gargano, e Adam Cole em uma luta fatal de 5 vias. No episódio de 13 de julho do NXT, Gargano enfrentou Kross pelo NXT Championship com Samoa Joe como árbitro convidado, onde reteve com sucesso. No TakeOver 36, Kross perdeu o NXT Championship para Joe, sofrendo sua primeira derrota no NXT; esta foi sua última luta no NXT antes de ser transferido para o Raw.
Enquanto era campeão do NXT, Kross fez sua estreia no plantel principal no episódio de 19 de julho do Raw , onde foi derrotado por Jeff Hardy em uma luta sem título, marcando sua primeira derrota por pinfall na WWE. Muitos críticos e público reclamaram que o resultado prejudicou o formidável caráter de Kross por perder em menos de dois minutos. De acordo com Kross em uma entrevista após sua libertação, a luta originalmente deveria durar 10 minutos antes de ser abruptamente encurtada para 90 segundos logo após sua entrada no ringue. Depois de perder o NXT Championship, Kross foi transferido para o Raw em seu episódio de 23 de agosto, atuando sem Scarlett e estreando um novo visual onde usava um capacete de gladiador e suspensórios em sua entrada; seu novo traje e direção de personagem foram ainda mais criticados, com muitos considerando essas mudanças desnecessárias e mal pensadas. WWE Hall of Famer Mick Foley falou sobre os problemas da WWE, dizendo que o personagem de Kross foi "muito diluído e até fez uma piada quando eles estrearam no plantel principal." Os comentários de Foley foram apoiados por outro membro do Hall da Fama da WWE, Booker T. Em 4 de novembro, Kross e Scarlett foram dispensados de seus contratos com a WWE.

### Retorno ao MLW (2022)
Em fevereiro de 2022, Kross retornou à MLW, onde esteve ausente por 2 anos. Atendendo pelo nome Killer Kross, ele venceu sua luta de estreia no SuperFight contra Budd Heavy por paralisação do árbitro. Em 31 de julho, no evento Ric Flair's Last Match, Kross derrotou Davey Boy Smith Jr.

### New Japan Pro Wrestling (2022)
Killer Kross fez sua estreia na NJPW no evento Lonestar Shootout, perdendo para Minoru Suzuki. Kross voltou durante as gravações do Collision 2022, derrotando Yuya Uemura.

### Retorno à WWE (2022–presente)
No episódio de 5 de agosto de 2022 de SmackDown, Kesar, reprisando seu personagem Karrion Kross, fez seu retorno não anunciado à WWE ao lado de Scarlett, atacando Drew McIntyre no final do show e juntando-se oficialmente à marca SmackDown no processo. No episódio de 23 de setembro do SmackDown, McIntyre desafiou Kross para uma Luta Strap no Extreme Rules, que ele aceitou. No evento de 8 de outubro, Kross derrotou McIntyre com o Kross Hammer após interferência de Scarlett. No SmackDown seguinte ao Extreme Rules, Kross estava escalado para competir em um four-way fatal para determinar o contendor número um para o Intercontinental Championship; porém, conforme o programa ia ao ar, foi mostrado que Kross se envolveu em um acidente de carro e ao receber socorro, foi atacado por McIntyre, impossibilitando-o de competir. Kross foi substituído por Rey Mysterio, que venceu o four-way que se seguiu. No Crown Jewel em 5 de novembro, Kross perdeu para McIntyre em uma luta em uma jaula de aço quando McIntyre escapou da jaula antes de encerrar sua rivalidade. A partir de dezembro de 2022, Kross começou uma rivalidade com Rey Mysterio. No episódio de 27 de janeiro do SmackDown, Kross perdeu para Rey após um roll up pin. Na noite seguinte no Royal Rumble, Kross entrou em sua primeira luta Royal Rumble em # 7, mas foi eliminado por McIntyre. No episódio de 24 de fevereiro do SmackDown, Kross derrotou Rey após interferência de Dominik Mysterio.

## Outras mídias
Kesar aparece em WWE 2K22, WWE 2K23, WWE 2K24 e WWE 2K25 sob sua persona Karrion Kross.

## Vida pessoal
Kesar está em um relacionamento com a lutadora profissional Elizabeth Chihaia, mais conhecida por seu nome de ringue Scarlett Bordeaux. Em 23 de setembro de 2021, ele anunciou seu noivado com o Bordeaux. Em 20 de abril de 2022, eles anunciaram o casamento no Alasca, em uma cerimônia privada em uma geleira. Kesar é da América Central, bem como descendentes de porto-riquenhos.

## Campeonatos e conquistas
- Cauliflower Alley Club
  - Rising Star Award (2018)[70]
- Future Stars of Wrestling
  - FSW Heavyweight Championship (1 vez)[71][72]
  - FSW Mecca Championship (1 vez)[73]
- Impact Wrestling
  - Impact Year End Awards para One to Watch in 2019 (2018)[74]
- Maverick Pro Wrestling
  - MPW Championship (2 vezes)[75][76][77][78]
- Modern Vintage Wrestling
  - MVW Heavyweight Championship (1 vez)[79][80][81]
- Masters of Ring Entertainment
  - MORE Wrestling World Championship (1 vez)
- Pro Wrestling Illustrated
  - Classificado em 16º lugar entre os 500 melhores lutadores individuais no PWI 500 em 2021[82]
- Ring Warriors
  - Ring Warriors Grand Championship (1 vez)
- Stand Alone Wrestling
  - PWAD Championship (1 vez)[83]
- The Wrestling Revolver
  - REVOLVER Championship (1 vez)[84][85]
- WWE
  - NXT Championship (2 vezes)[86]